# Bromus grossus
Espèce
Statut de conservation UICN

 DD  : Données insuffisantes
Bromus grossus, en français le Brome épais, est une espèce de plantes herbacées de la famille des Poaceae, typique des moissons d'épeautre.

## Liste des variétés
Selon Tropicos (20 juin 2014) (Attention liste brute contenant possiblement des synonymes) :
- variété Bromus grossus var. glaber Spenn.
- variété Bromus grossus var. nitidus Cugnac & A. Camus
- variété Bromus grossus var. subvillosus Spenn.
- variété Bromus grossus var. tomentosus Bech.
- variété Bromus grossus var. velutinus (Schrad.) Godet
- variété Bromus grossus var. villosus Spenn.